# Список председателей областных судов Казахстана
Председатель областного суда (каз. Облыс соты төрағасы) — глава судебной ветви власти областей Казахстана.

## Акмолинская область
1. Баймуканов Алимжан Баймуканулы (1940-1944 г.г.)
2. Рахимберлин Мукан (1944-1947г.г.),
3. Асаубаев Акаш Асаубаевич (1947-1948г.г.);
4. Соколов Валентин Васильевич (1948-1953 г.г.);
5. Белоусов Павел Петрович (1953-1955г.г.)
6. Торкин Александр Петрович (1956-1962 г.г.),
7. Сакбаев Сафидулла Калмагамбетович, Целинный край 3 февраля 1961 года.
8. Зинченко Владимира Александровича  16 ноября 1965 г.
9. Кенжебаев Борис Кенжебаевич С 1975 по 1987 г.г.
10. Абдрахманов Тулеген Аскарович (1987-1992 г.г.),
11. Касимов, Акылтай Ахметжанович (1993 — 1999)
12. Кожабаев, Омирсерик Сагиндыкович (1999 — 2009)
13. Ештай, Акжан Жайлауханович (03.2009 — 12.2013)
14. Абдиканов, Нургазы Абенович (12.2013 — 06.2017)
15. Амиров, Досжан Сарманкулович (14.06.2017 — 06.2022)
16. Жукенов Арман Сериктаевич с  13 сентября 2022 года

## Актюбинская область
1. Амиров, Иран Амирович (10.1995-11.2004)
2. Бекназаров, Бектас Абдыханович (04.2009-04.2011);
3. Айтжанов, Ерлан Жумаханович (08.06.2011-06.2016);
4. Акетай, Муратгали Абрарулы (с 20.06.2016);[1]

## Алматинская область
Председатели Алматинского областного суда г. Алма-Ата
1. 1981 – 1992 г. Рекин Александр Александрович
2. 1992 – 1995 г. Мустафаев Торткен Райымбекович
3. 1996 – до конца года – Жалмухамбетов Кенес Жексенбекович
4. 1997 – 1999г. Нурбеков Марат Нурбекович

1997 году объединены Талдыкорганская и Алматинская области
Алматинский областной суд в г. Алматы. Председатели областного суда.
1. 1997 – 1999г. Нурбеков Марат Нурбекович
2. Барпибаев, Тлектес Ешеевич (1999—2002);

Алматинский областной суд в 2002 году переехал в город Талдыкорган.
Алматинский областной суд в г. Талдыкорган. Председатели областного суда
1. Байбатыров, Серик Катенович(04.2002-03.2007);
2. Таймерденов, Мейрамбек Таймерденович (26.03.2007-03.2012);
3. Барпибаев, Тлектес Ешеевич(03.2012-12.2013);
4. Таймерденов, Мейрамбек Таймерденович

с апреля 2019 - по настоящ. врем. Абдыкадыров Елис Нуркасымович

## Атырауская область
1. Одним из первых председателей областного суда был Кулмурзин Кагирман
2. С 1940 по 1955 годы председательствовал Елшибаев Сидегали
3. С 1955 по 1962 годы председательствовал Тулендиев Ныгмет Тулендиевич
4. С 1962 по 1966 годы председательствовал Молдабаев Мадиар
5. С 1966-1970 годы председательствовал Шилманов Абуалис
6. С 1970 по 1985 годы председательствовал Турымов Уагап Турымович
7. С 1985 по 1987 председательствовал Токметов Болат Токметович
8. С 1987 по 1990 годы председательствовал Мами Кайрат Абдразакович
9. С 1990 по 1995 годы председательствовал Шаухаров Хамидолла Адилович
10. С 1995 по 1996 годы председательствовал Кереева Токжан Таскалиевна
11. Камназаров, Марклен Мухтарович (1996—2002);[2]
12. Бекназаров, Бектас Абдыханович (02.2002-11.2006);
13. Аланов, Джаксылык Рзабекович (11.2006-25.11.2011);
14. Смагулов, Мухтар Керимкулович (01.12.2011-18.02.2015);
15. Бектурганов, Маргулан Жубанышевич (18.02.2015 - 2020 )
16. C марта 2020 года председательствует  Жумагулов Бауыржан Турсынович

## Восточно-Казахстанская область
1. Мамырбаев, Рахимбек Нурмухаметович (1989—1997);
2. ?Солуня Иван Антонович(1949-1957)
3. Макулбеков, Баглан Демесинович (12.2004-12.2009);
4. Пакирдинов, Мухамеджан Ахмедияевич (12.2009-07.2011);[3]
5. Рахметулин, Абай Джамбулович (03.2012-18.03.2015);
6. Амиров, Досжан Сарманкулович (17.03.2015-06.2017);
7. Каирбеков, Нурлан Муратович (с 14.06.2017)

## Западно-Казахстанская область
1. Николаев Е.И.  марте 1932-?
2. Шевкопляс (7.01.1934 – 12.12.1934),
3. Баймухамедов (13.13.1934 – 9.09.1936),
4. И.Я. Кириенко (9.09.1936 – 6.08.1937),
5. Т.Кожасов (26.08.1937 – 3.11.1939),
6. Н.А.Раков (3.11.1939 – 22.07.1940),
7. Д.Демисинов (22.07.1940 – 24.07.1941),
8. А.Дуйсалиев (9.09.1941 –27.03.1942),
9. С.Ахметов (27.03.1942 – 23.03.1943),
10. С.А.Бондаревская (23.03.1943 – 1.04.1943),
11. А.Аксенов (1.04.1943 – 30.07.1945
12. Г.Бекмухамедов 1945-1963
13. Б.Т. Имангалиев (17.05.1963 - 29.09.1977),
14. А.Ж.Жоламанов (29.09.1977 – 18.12.1985),
15. Қ.К.Кыдырбаев (18.12.1985 – 2.02.1990),
16. З.М.Макашев (7.12.1990 – 17.03.1994),
17. А.Р.Рыскалиев (17.03.1994 – 31.10.1995),
18. А.Н.Кизерев (13.10.1995 – 10.12.1996),
19. Рыскалиев, Амангельды Рыскалиевич (1996—2002);
20. Чиняев Нургожа Кыдырханович (2002-03.2007)
21. Смагулов, Мухтар Керимкулович (03.2007-11.2011);
22. Нурышев, Камбар Жумабаевич (11.2011-06.05.2014);
23. Аметов, Бек Аметович (с 06.05.2014-2019)
24. Р.Мырзакәрім (2020- по настоящее время)

## Жамбылская область
1. Танирберген Адильбаев,
2. Абылкай Джумабеков,
3. Мендияр Давлетов,
4. Демеугали Демесинов,
5. Берген Баталов
6. Дабыл Джуванышев
7. Абдуахап Садуахасов
8. Абилкаиров, Максут Романбекович (1993—1999)
9. Алимбеков, Мусабек Тургынбекович июль 1999 — февраль 2001
10. Иовов, Эдуард Александрович(февраль 2002 — март 2007 гг.)
11. Чиняев Нургожа Кыдырхонович (03.2007-2011)
12. Бектурганов, Маргулан Жубанышевич (02.2011-18.02.2015);
13. Алчинбаев, Рустем Мирзакаримович (02.2015 - 26 февраля 2020 года)[4]
14. с 27 февраля 2020 года по настоящее время Ахметжанов Ербол Улатаевич.

## Карагандинская область
1. Кожамуратов Ильяс Кожамуратович с  19 сентября 1936 года
2. Тынышбаев А.Ж. (1938-1939 г.г.)
3. Биекенов А.У. (1939-1942 г.г.).
4. С.Сакбаев (1942 г.),
5. Тлегенов Ошакбай (1942-1947 г.г.),
6. И.И.Кострюков (1947-1953 г.г.).
7. И.И.Колонтаевский (1953-1955 г.г.),
8. Ф.И.Камышный (1955-1958 г.г.),
9. Ж.Д.Мершенов (1958-1960 г.г.),
10. П.П.Белоусов (1960-1965 г.г.),
11. Г.П.Куур (1966-1988 г.г.),
12. А.Д.Чернов (1988-1990 г.г.),
13. А.А.Рекин (1990-1993 г.г.),
14. Тусупбеков, Рашид Толеутаевич (1993—1999)
15. Касимов, Акылтай Ахметжанович (1999—2004);
16. Пакирдинов, Мухамеджан Ахмедияевич (12.2003-12.2009)
17. Серекбаев, Ермек Куандыкович (03.2010-29.09.2014)
18. Алимбеков, Мусабек Тургынбекович (29.09.2014 - 2018 )
19. Шарипов Н.К.,[5]

## Костанайская область
1. Сагдагалиев Мулдагалий Сагдагалиевич 04.09.1936 г. - 27.04.0937г. (репрессирован)
2. Нурумов Джалтай Нурумович 07.09.1937 г. - 13.09.1937 г. врем.исп. (репрессирован)
3. Батуев Иван Ефимович 13.09.1937 г. - 27.11.1938 г.
4. Мурнаев Максим Иванович 09.12.1938 г. - 19.04.1939г.
5. Сафетин Михаил Иванович 19.04.1939 г. - 1942 г.
6. Кирсанов Иван Федорович 01.04.43 - 1943 г.
7. Адамбаев Л. 1943 г. - 29.06.1943г.
8. Бакиров Амирхан 29.06.1943 г. - 13.07.1946 г.
9. Кирсанов Иван Федорович 17.07.1946 г. - 26.11.1946 г.
10. Мазница Яков Павлович 26.11.1946 г. - 10.10.1951 г.
11. Айтпаев Махат 05.11.1951 г. - 28.06.1954 г.
12. Гришина Мария Григорьевна 28.06.1954 г. - 21.09.1956 г.
13. Фролов Михаил Арсеньевич 21.09.1956 г. - 27.04.1959 г.
14. Бугаев Иван Михайлович 27.04.1959 г. - 12.06.1959 г. (и.о.председателя)
15. Семенов Николай Иванович 12.06.1959 г. - 31.10.1969 г.
16. Курьеров Владимир Иванович 31.10.1969 г. - 09.1983 г.
17. Кобцев Алексей Григорьевич сентябрь 1983 г. - 1999 г.
18. Канаданов Ергали Бейсембаевич июнь 1999 г. - 2004 г.
19. Абдрахманов, Сериккельды Исагулович (12.2004-10.2009);
20. Макулбеков, Баглан Демесинович (12.2009-06.2012);
21. Мырзаке, Галымжан Жарылкасынович (02.07.2012-18.12.2015)
22. Мергалиев, Асламбек Амангельдинович (18.12.2015 - 2020 )
23. Смолин Анатолий Сергеевич - 2020 г. - 2022 г.

## Кызылординская область
1. 7 сентября 1939 года по 21 марта 1940 года обязанности председателя областного суда исполнял Мухамедалин
2. 21 марта 1940 6 сентября 1940 года С.Куанов.
3. с 4 августа 1940 года по 8 октября того года должность председателя короткий срок исполнял Подобетов.
4. 6 сентября 1940 года на три месяца должность председателя была возложена на А.Досамбаева,
5. С 18 ноября того же года председателем областного суда был назначен Имангалиев
6. С 1940 года по декабрь 1947 года долгое время областной суд возглавлял Ш.Абжанов.
7. С 10 декабря 1947 года по 25 мая 1952 года председателем областного суда был Туменов,
8. В 1952 году руководящий состав был полностью обновлен, председателем назначен Жубанышев
9. 1955 году была произведена очередная смена руководства и в течение 16 лет по 1971 год председателем был С.Елшибаев,
10. С 20 января 1970 года по 25 апреля 1973 года должность председателя областного суда исполнял И.Сейтов,
11. 18 июня 1978 года председателем суда был назначен Ж.Еримбетов.
12. в 1987 году был вновь сменен и председателем был назначен О.Ыхсанов,
13. с 12 марта 1991 года по 20 октября 1995 председателем областного суда был назначен Б.Аскаров
14. М.Ибраев, с 20 октября 1995
15. Сакалов Болат Заядаевич (1996-09.2001);
16. Шаухаров, Калидула Адылович (2006-04.2009);
17. Сабырбаев, Марат Калмуратович (03.2009-07.2012);
18. Каирбеков, Нурлан Муратович (02.07.2012-06.2017)
19. Нурышев, Камбар Жумабаевич (с 14.06.2017)

## Мангистауская область
1. с 1991 по 1996 г.г. - Мамбетов К.Т.,
2. Чиняев Нургожа Кыдырханович (1995—2002)
3. Смагулов, Мухтар Керимкулович (02.2002-03.2007);
4. Абдуллаев, Сакен Жусипахметович (26.03.2007-16.02.2011);
5. Амиров, Досжан Сарманкулович (02.2011-17.03.2015);
6. Аланов, Джаксылык Рзабекович (17.03.2015 - 2018 )
7. 2018 по 2021 г.г. - Даулиев Е.К.

## Павлодарская область
1. Первым председателем областного суда был Бондаренко Т.Д.,
2. Прокопенко П.Д.
3. Кострюков И.И.,
4. Орлов М.Ф.,
5. Тлегенов И.Т.,
6. Нурпеисов А.Н.
7. Кыдыргельды Мейрамова, с 1968 году.
8. Тулубаев Зейнулла Мыңжасарұлы (1981-1987гг.),
9. Мейрамов Қыдыргельді Мейрамұлы (1987-1995г.г.)
10. Тохметов Болат Тохметұлы (1995-1996гг.),
11. Айсин, Тлектес Сейпиевич (01.1997-02.2001);
12. Момбеков, Нурлан Нургалиевич (09.02.2001-02.05.2006)
13. Серекбаев, Ермек Куандыкович (02.05.2006-03.2010);[6]
14. Каженов, Ауезнур Бейсенович (26.02.2010-02.2015);
15. Смагулов, Мухтар Керимкулович (с 18.02.2015 - 2020 )[7]
16. Караманов Бахытжан Садвакасович C июля 2020 года

## Северо-Казахстанская область
1. БРАГИН Дмитрий Степанович (август 1936-август 1937 гг.),
2. ТЮЛЬКОВ Иван Михайлович (август 1937-январь 1941гг.),
3. ПИЛЯГИН Федор Петрович (январь 1941-июнь1941 гг.),
4. ЗАВАЛЕНКО Петр Ильич (июнь 1941-февраль 1952 гг.),
5. АНЮШИН Борис Федорович (сентябрь 1952-ноябрь 1956гг.),
6. СОКОЛ Людмила Ивановна (ноябрь 1956-сентябрь 1975 гг.),
7. БОРОДИНА Татьяна Ефимовна (декабрь 1975-июль 1987 гг.),
8. ШАБАШОВ Михаил Григорьевич (июль 1987-ноябрь 1990),
9. МЕНДЫБАЕВ Жанат Рахимович (ноябрь 1990-февраль 1994 гг.),
10. Евенбаев, Еркен Шарипжанович (03.1994 — 10.1995)[8]
11. Досанов, Казыкен Аманбаевич (10.1995 — 02.1997)[9]
12. Мамырбаев, Рахимбек Нурмухаметович (02.1997 — 16.11.1999)[10]
13. ТУРГАРАЕВ Бекет Тургараевич (ноябрь 1999 – март 2009 гг.),
14. Абдиканов, Нургазы Абенович (03.2009 — 12.2013)[11]
15. Акетай, Муратгали Абрарулы (12.12.2013 — 06.2016)[12]
16. Айтжанов, Ерлан Жумаханович (20.06.2016 — 30.11.2021)[13]
17. Жангазин, Ербол Амиргалиевич (30.11.2021)[14]

## Южно-Казахстанская область
1. Омар Бейсенов 1932-1937 гг.
2. Нурмухамед Жамшин 1937-1938 гг.
3. Шакир Галикайдаров 1938 г.
4. Николай Александрович Кушнарев 1938-1940 гг.
5. Илияс Баймухамедов 1941 г.
6. Гани Ризаев 1941-1943 гг.
7. Отеген Айымбетов 1943-1953 гг.
8. Атамкул Жанабаев 1953 г.
9. Гизатулла Ахмедов 1953-1960 гг.
10. Жумак Сеитов 1960-1962 гг.
11. Ныгмет Толендиев 1962-1971 гг.
12. Абиляким Абдраманов 1971-1986 гг.
13. Марат Нурбеков 1987-1991 гг.
14. Тургараев, Бекет Тургараевич  (1992 — 1995)
15. Достаев, Жарылкасын Достайулы (1995 — 1996)
16. Алимбеков, Мусабек Тургынбекович (12.1996 — 06.1999)
17. Нурбеков, Марат (1999 — 17.11.2003)
18. Барпибаев, Тлектес Ешеевич (17.11.2003 — 2007)[15]
19. Рахметулин, Абай Джамбулович (12.2007 — 03.2012)
20. Шарипов, Нурсерик Каримович (12.03.2012 — 14.06.2017)[16]
21. Баратбеков, Талгат Кожанович (17.06.2017 — 21.10.2020)[17]

## Упразднённые области

### Улытау область (Джезказганская область)
1. Касимов, Акылтай Ахметжанович (1990 — 1993)[18]

- Адранов Кайрат Тулепбергенович с 05 декабря  2022 года

### Кокшетауская область
- Баймуканов Алимжан Баймуканулы (1944-1948 т.г.)
- Гизатулла Халидович Ахмедов (1949-1955 г.г.);
- Солуня Иван Антонович.     (1957-1959г.г.)
- Петров Николай Иванович (1955-1975 г.г.);
- Рекин Александр Александрович (1975-1980 г.г.);
- Хурмангалиев Казкен Хурмангалиевич (1980-1991 г.г.);
- Сеитов Шора Оспанович (1991-1995 г.г.);
- Баймурзин Еркин Шахманович (1995-1997 г.г.);
- Сарсенбаев Амангельды Омирбаевич (1997 г.)

### Абай область (Семипалатинская область)
- Чакпантаев Кайрат Муратович с 13 сентября 2022

### Жетису область (Талдыкорганская область)
1. Нурпеисов, Абдрахман Нурпеисович (1968 – 1971)
2. Дмитриенко, Сергей Сергеевич (1971 – 1985)
3. Списивых, Виталий Григорьевич (1986 – 1993)
4. Байбатыров, Серик Катенович (1994 — 1995)[19]
5. Макулбеков, Баглан Демесинович (11.1995 — 04.1997)[20]
6. Кененбаев Ержан Абдракумович от 13 сентября 2022 года

### Тургайская область
1. Джалмуханбетов, Кенес Жексенбекович (1990 — 1992)
2. Акылбай, Серик Байсеитулы (1992 — 1996)[21]
3. Хамзин, Амангельды Шапиевич (1996 — 1997);[22]

## Города республиканского значения

### Астана
1. Раимбаев, Сансызбек Ильясович (10.1998 — 02.2001)
2. Айсин, Тлектес Сейпиевич (02.2001 — 04.2006)
3. Джакишев, Сайляубек Абильдаевич (2006 — 2011)
4. Абдуллаев, Сакен Жусипахметович (16.02.2011 — 12.2013)
5. Барпибаев, Тлектес Ешеевич (12.12.2013 — 02.06.2022)
6. Жумагулов, Акан Маратович (13.07.2022)

### Алматы
Указ Президиума Верховного Совета Казахской ССР о создании Алматинского городского суда был издан 22 июля 1969 года. 
1. Павел Петрович Белоусов 14 ноября 1969 года
2. Бекзат Махметович Махметов 26 марта 1975
3. Абдиразах Абубакиров С марта 1978 года по февраль 1980 года
4. Шора Оспанович Сеитов 1980
5. Амангельды Есенжанович Есенжанов 1985 по 1987 годы
6. Валерий Николаевич Булович 1987 года
7. Мами, Кайрат Абдразакулы (04.1993 — 11.1995)
8. Байбатыров, Серик Катенович (11.1995 — 01.2001)
9. Алимбеков, Мусабек Тургынбекович (02.2001 — 04.2006)
10. Момбеков, Нурлан Нургалиевич (02.05.2006 — 12.2007)
11. Барпибаев, Тлектес Ешеевич (12.2007 — 03.2012)
12. Ештай, Акжан Жайлауханович (12.2013 — 05.2017)
13. Абдиканов, Нургазы Абенович (14.06.2017 — 13.04.2020)
14. Смаилов, Аскар Спартакович (23.04.2020)

### Шымкент
1. Жангазин Ербол Амиргалиевич  с 9 октября 2018 года

## Военный суд
1. Тасмагамбетов .С.Д. 17 апреля 1992
2. С 1994 по 2001 год Толеуханов А.А.,
3. с 2002 по 2007 годы  Тасмагамбетов С.Д.
4. С марта 2007 по декабрь 2013 года Байбатыров С.К.,
5. с 12 декабря 2013  по декабрь 2018 год Абдолла С.
6. Мұсабекұлы Ж. с  26 декабря 2018 года